# Пероксид хлора
Перокси́д хло́ра — бинарное соединение хлора и кислорода с формулой Cl2O2, димер радикала оксида хлора ClO•. Относительно устойчив в твердом состоянии при температуре ниже  –130 °С, при температурах от  –130 °С до  –50°С  частично диссоциирует, находясь при этом в равновессии с радикалом  ClO•. Играет важную роль в процессах разрушения озонового слоя.

## Получение
В лабораторных условиях пероксид хлора получают в результате димеризации при температуре –60°С –(–80°С) радикала ClO•, который генерируют при облучении эксимерным лазером смеси хлора и озона в среде инертного газа (гелий, азот) при пониженном давлении (0,5–25 Торр):
Cl2 + hν → 2Cl•
Cl• + O3 → O2 + ClO•
2ClO• + M → ClOOCl + M.
где М – азот или гелий.
Получение перокисида хлора в чистом виде осложняется тем, что в условиях синтеза он всегда находится в равновесии с ClO•, высокая реакционная способность которого, особенно в отсутствие разрежения, определяет протекание различных быстрых побочных реакций, например:
2ClO• →Cl2 + O2
2ClO• → •ClO2 + Cl•.
Наилучшим методом очистки пероксида хлора является вымораживание продуктов реакции хлора с озоном в ловушке при –130 °С с последующим удалением избытка хлора при пониженном давлении. Полученный таким образом продукт представляет собой твердое светло-желтое вещество с температурой плавления около –130°С.

## Роль в разрушении озонового слоя
Пероксид хлора является одним из участников процесса разложения озона до кислорода  в атмосфере, который происходит вследствие её загрязнения хлорсодержащими веществами. При этом, на первой стадии радикалы хлора Cl•, образующиеся в атмосфере под действием УФ-излучения при диссоциации молекулярного хлора Cl2 , выступают катализатором  реакции превращения озона в молекулярный кислород, которая протекает с образованием радикала оксида хлора ClO•:
Cl• + O3 → O2 + ClO•.
В условиях арктической стратосферы при температруре порядка –80 °С значительная часть образующихся радиалов ClO• димеризуется до пероксида хлора
2ClO• + M → ClOOCl + M,
который далее под действием УФ-излучения способен диссоциировать по связи Cl–O, высвобождая радикалы Cl•, что делает процесс циклическим
ClOOCl  + hν →  Cl• + ClOО•,
ClOО• + M → O2 + Cl• + M,
где М – азот.